# Euphylidorea fuscovenosa
Euphylidorea fuscovenosa là một loài ruồi trong họ Limoniidae. Chúng phân bố ở miền Tân bắc.